# Catedral de San José (Groninga)
La catedral de San José (en neerlandés: Sint-Jozef kathedraal) es la catedral católica de la diócesis de Groninga-Leeuwarden en la ciudad de Groninga, en los Países Bajos. La iglesia parroquial de San José fue diseñada por Pierre Cuypers, con contribuciones de su hijo Joseph Cuypers. La iglesia es de estilo neogótico y fue construida entre 1885 y 1887 y consagrada el 25 de mayo de 1887. La iglesia fue dedicada a San José, patrón de los trabajadores, por los muchos obreros que construyeron el edificio. En 1906 la iglesia fue equipada con un órgano construido por la firma de Utrecht Maarschalkerweerd. La iglesia fue utilizada como iglesia parroquial en 1970 y se convirtió oficialmente en la catedral de la diócesis de Groninga-Leeuwarden en 1981. 